# Liste der Bodendenkmäler in Töpen
Auf dieser Seite sind die Bodendenkmäler in der oberfränkischen Gemeinde Töpen zusammengestellt. Diese Tabelle ist eine Teilliste der Liste der Bodendenkmäler in Bayern. Grundlage ist die Bayerische Denkmalliste, die auf Basis des Bayerischen Denkmalschutzgesetzes vom 1. Oktober 1973 erstmals erstellt wurde und seither durch das Bayerische Landesamt für Denkmalpflege geführt wird. Die folgenden Angaben ersetzen nicht die rechtsverbindliche Auskunft der Denkmalschutzbehörde.

## Bodendenkmäler der Gemeinde Töpen

### Bodendenkmäler in der Gemarkung Isaar
| Lage             | Objekt | Akten-Nr.     | Bild |
| ---------------- | --- | ------------- | ---- |
| Isaar (Standort) | Mittelalterliche und frühneuzeitliche archäologische Befunde im Bereich der im Kern spätmittelalterlichen Evangelisch-Lutherischen Pfarrkirche von Isaar. | D-4-5637-1025 |      |
| Isaar (Standort) | Befunde des Mittelalters und der frühen Neuzeit im Bereich des ehemaligen Rittersitzes von Isaar.                                                         | D-4-5637-1050 |      |

### Bodendenkmäler in der Gemarkung Töpen
| Lage             | Objekt | Akten-Nr.     | Bild |
| ---------------- | --- | ------------- | ---- |
| Töpen (Standort) | Befunde des Mittelalters und der frühen Neuzeit im Bereich des ehemaligen Rittersitzes von Obertiefendorf.                                                           | D-4-5537-0009 |      |
| Töpen (Standort) | Straßendamm als erhaltenes Teilstück der mittelalterlichen und frühneuzeitlichen Altstraße von Nürnberg nach Leipzig.                                                | D-4-5537-0011 |      |
| Töpen (Standort) | Mittelalterlicher Turmhügel sowie mittelalterliche und frühneuzeitliche archäologische Befunde im Bereich des zugehörigen Gutshofes.                                 | D-4-5637-0003 |      |
| Töpen (Standort) | Mittelalterliche und frühneuzeitliche archäologische Befunde im Bereich des frühneuzeitlichen Oberen Schlosses von Töpen.                                            | D-4-5637-1023 |      |
| Töpen (Standort) | Mittelalterliche und frühneuzeitliche archäologische Befunde im Bereich der im Kern spätmittelalterlichen Evangelisch-Lutherischen Pfarrkirche St. Martin von Töpen. | D-4-5637-1024 |      |